# 托斯坎卡湖
55°59′2″N 43°17′34″E / 55.98389°N 43.29278°E

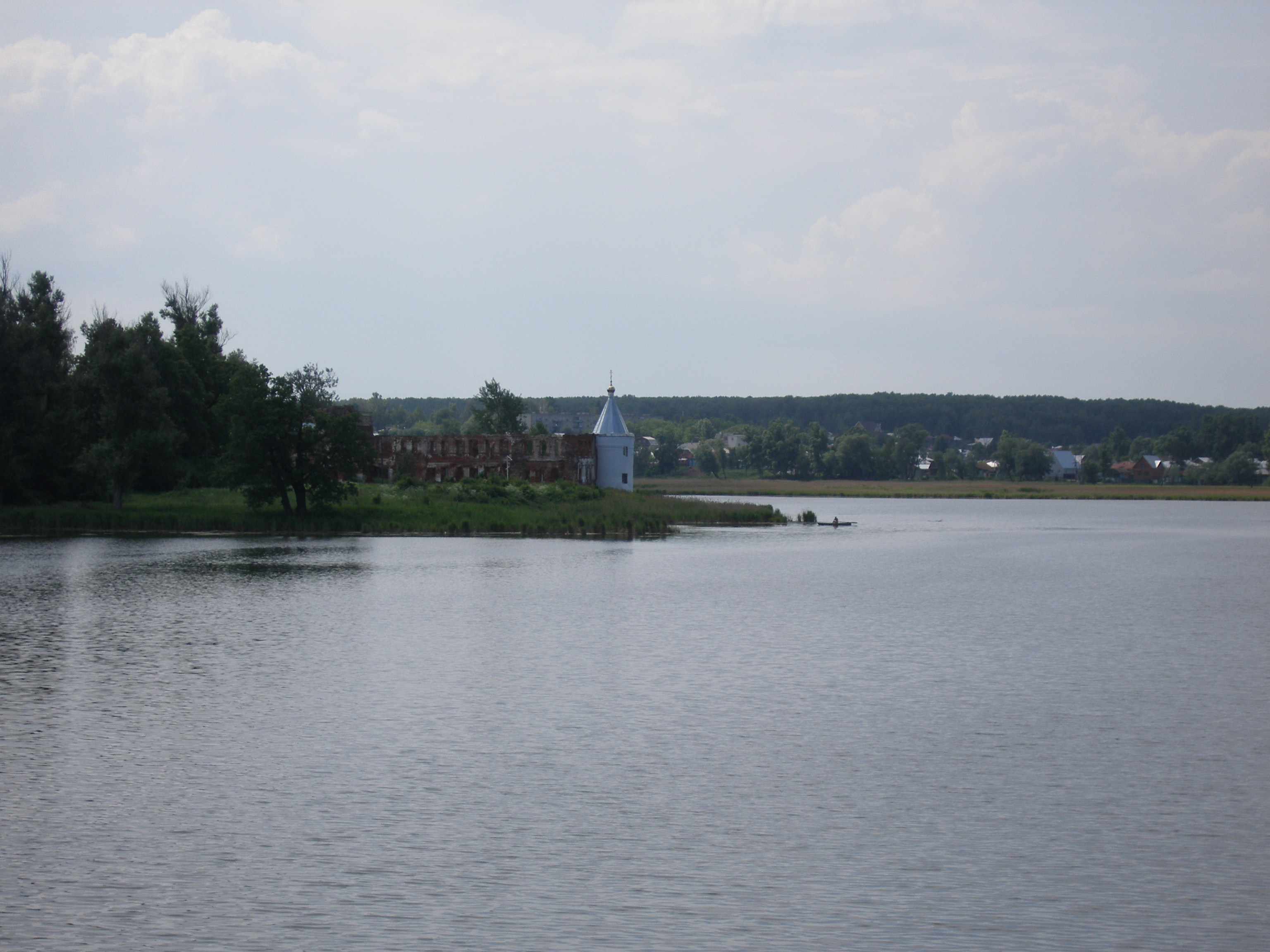

托斯坎卡湖（俄语：Тосканка），是俄羅斯的湖泊，位於該國西部下諾夫哥羅德州，處於基什馬河，該湖泊長2.45公里、寬0.8公里，面積1.26平方公里，海拔高度79米。